# Championnat de Finlande de football 1984
Navigation
Saison précédente Saison suivante
La saison 1984 du Championnat de Finlande de football constitue la 55e édition de la première division finlandaise à poule unique, la Mestaruussarja. Les douze meilleurs clubs du pays jouent les uns contre les autres à deux reprises durant la saison, à domicile et à l'extérieur. À la fin de cette première phase, les 4 premiers disputent la phase finale sous forme de coupe (demi-finales et finale). Le dernier est relégué directement en Ykkonen tandis que l'avant-dernier dispute un barrage face au vice-champion de deuxième division pour tenter de conserver sa place parmi l'élite.
Le club de Kuusysi Lahti est sacré champion de Finlande pour la 2e fois de son histoire après sa victoire en finale (4-0, 4-4) face au TPS Turku. Kuusysi rate l'occasion de faire le doublé Coupe-championnat en s'inclinant en finale de la Coupe de Finlande face au HJK Helsinki. Le tenant du titre, le FC Ilves Tampere est éliminé en demi-finale par le TPS Turku.

## Les 12 clubs participants
| - FC Ilves Tampere - RoPS Rovaniemi - MP Mikkeli - Promu de Ykkonen - Koparit Kuopio - Haka Valkeakoski - PPT Pori - Promu de Ykkonen | - HJK Helsinki - Kuusysi Lahti - KePS Kemi - Promu de Ykkonen - TPS Turku - KuPS Kuopio - KPV Kokkola |

## Compétition
Le barème de points servant à établir les classements se décompose ainsi :
- Victoire : 2 points
- Match nul : 1 point
- Défaite : 0 point

### Première phase
| Rang | Équipe             | Pts | J  | G  | N | P  | Bp | Bc | Diff |
| ---- | ------------------ | --- | -- | -- | - | -- | -- | -- | ---- |
| 1    | Haka Valkeakoski   | 31  | 22 | 11 | 9 | 2  | 43 | 26 | +17  |
| 2    | TPS Turku          | 29  | 22 | 11 | 7 | 4  | 56 | 31 | +25  |
| 3    | Kuusysi Lahti      | 28  | 22 | 10 | 8 | 4  | 41 | 24 | +17  |
| 4    | FC Ilves Tampere T | 28  | 22 | 12 | 4 | 6  | 42 | 28 | +14  |
| 5    | HJK Helsinki C     | 26  | 22 | 10 | 6 | 6  | 49 | 37 | +12  |
| 6    | RoPS Rovaniemi     | 24  | 22 | 9  | 6 | 7  | 33 | 38 | -5   |
| 7    | KePS Kemi P        | 21  | 22 | 7  | 7 | 8  | 35 | 36 | -1   |
| 8    | KuPS Kuopio        | 19  | 22 | 6  | 7 | 9  | 25 | 32 | -7   |
| 9    | PPT Pori P         | 17  | 22 | 7  | 3 | 12 | 32 | 42 | -10  |
| 10   | Koparit Kuopio     | 15  | 22 | 3  | 9 | 10 | 23 | 28 | -5   |
| 11   | KPV Kokkola        | 15  | 22 | 6  | 3 | 13 | 30 | 56 | -26  |
| 12   | MP Mikkeli P       | 11  | 22 | 2  | 7 | 13 | 22 | 53 | -31  |

|  | Participation à la phase finale                     |
|  | Qualification pour la Coupe des Coupes 1985-1986    |
|  | Participation au barrage de promotion-relégation    |
|  | Relégation directe en Ykkonen                       |
|  | T Tenant du titre P Club promu de deuxième division |

### Phase finale
Demi-finales :
| Équipe 1         | Résultat | Équipe 2         | Aller | Retour |
| ---------------- | -------- | ---------------- | ----- | ------ |
| Kuusysi Lahti    | 3 - 2    | Haka Valkeakoski | 2 - 0 | 1 - 2  |
| FC Ilves Tampere | 2 - 5    | TPS Turku        | 2 - 1 | 0 - 4  |

'Match pour la 3e place :
| Équipe 1         | Résultat | Équipe 2         | Aller | Retour |
| ---------------- | -------- | ---------------- | ----- | ------ |
| FC Ilves Tampere | 3 - 1    | Haka Valkeakoski | 2 - 1 | 1 - 0  |

Finale :
| Équipe 1      | Résultat | Équipe 2  | Aller | Retour |
| ------------- | -------- | --------- | ----- | ------ |
| Kuusysi Lahti | 8 - 4    | TPS Turku | 4 - 0 | 4 - 4  |

#### Barrages de promotion-relégations
Les clubs de Koparit Kuopio et KPV Kokkola ayant terminé ex æquo à la 10e place, un premier match d'appui est nécessaire afin de déterminer quel club de première division allait disputer le barrage de promotion-relégation.
| Équipe 1       | Résultat | Équipe 2    |
| -------------- | -------- | ----------- |
| Koparit Kuopio | 2 - 1    | KPV Kokkola |

Le KPV Kokkola doit rencontrer le vice-champion de deuxième division, le club d'Elo Kuopio, pour tenter de se maintenir parmi l'élite. Les matchs se disputent sous forme d'aller-retour.
| Équipe 1        | Résultat | Équipe 2    | Aller | Retour |
| --------------- | -------- | ----------- | ----- | ------ |
| Elo Kuopio (D2) | 2 - 3    | KPV Kokkola | 2 - 1 | 0 - 2  |

## Bilan de la saison
| Championnat de Finlande de football 1984                  |                          |
| Champion                                                  | Kuusysi Lahti (2e titre) |
| Coupes et trophées                                        |                          |
| Vainqueur de la Coupe de Finlande 1984                    | HJK Helsinki             |
| Qualifications continentales                              |                          |
| Coupe d'Europe des clubs champions 1985-1986 Premier tour | Kuusysi Lahti            |
| Coupe des Coupes 1985-1986 Premier tour                   | HJK Helsinki             |
| Coupe UEFA 1985-1986 Premier tour                         | TPS Turku                |
| Promotions et relégations                                 |                          |
| Promus en Mestaruussarja                                  | OTP Oulu                 |
| Relégués en Ykkonen                                       | MP Mikkeli               |